# Massacro di Ćuška
Il massacro di Ćuška (in albanese Masakra e Qyshkut; in serbo Масакр у Ћушкој?, Masakr u Ćuškoj) fu l'uccisione di 41 civili albanesi del Kosovo (maggioranza etnica in Kosovo), tutti uomini di età compresa tra i 19 e i 69 anni, da parte delle forze di sicurezza serbe, dell'esercito jugoslavo e dei paramilitari il 14 maggio 1999 durante la guerra in Kosovo. Il 13 marzo 2010, il procuratore per i crimini di guerra serbi annunciò l'arresto di 9 uomini per il loro ruolo nel massacro e dichiarò che un totale di 26 uomini erano indagati per omicidio e furto a Ćuška.

## I fatti
Ćuška è un villaggio vicino alla città di Peć. Il villaggio aveva 200 case e circa 2.000 residenti, prevalentemente albanesi. La mattina presto del 14 maggio 1999, le forze di sicurezza serbe arrivarono nel piccolo villaggio di Ćuška. Una volta lì, le donne e i bambini furono separati dagli uomini, le proprietà private furono sistematicamente rubate e le carte d'identità distrutte. Le forze poi divisero gli uomini in tre gruppi di circa dieci persone ciascuno e li portarono in tre case separate, dove vennero uccisi con armi automatiche. Ciascuna delle case venne poi data alle fiamme. In ciascuna delle tre case, un uomo sopravvisse.
La motivazione del massacro di Ćuška rimane poco chiara. Agim Çeku, comandante dell'Esercito di liberazione del Kosovo (KLA), era un nativo del villaggio e suo padre che risiedeva lì venne ucciso nel massacro; tuttavia molti delle forze serbe affermarono che la sua morte non era lo scopo principale del massacro.

## Procedimenti giudiziari
Il 13 marzo 2010 la procura per i crimini di guerra serbi arrestò nove membri del gruppo paramilitare "Sakali". L'ufficio di perseguimento penale serbo per i crimini di guerra ha inoltre avviato un'indagine contro 26 persone per omicidio e furto a Cuska.
Il 20 gennaio 2012 un tribunale distrettuale di Stoccolma condannò un ex poliziotto serbo di 34 anni all'ergastolo per il suo ruolo nel massacro.